# Ragnar Liljedahl
Otto Ragnar Liljedahl, född 10 februari 1901 i Bergs socken, Västergötland, död 12 oktober 1987 i Göteborg, var en svensk historiker och skolman.
Ragnar Liljedahl var son till godsägaren Ivar Axel Samuel Liljedahl och brorson till Ernst Liljedahl. Efter studentexamen i Norrköping 1919 studerade han vid Uppsala universitet, blev filosofie kandidat 1923, filosofie licentiat 1931 och disputerade 1933 med avhandlingen Svensk förvaltning i Livland 1617–1634. Arbetet baserades på arkivstudier både i Sverige och Baltikum, och skildrade utförligt det svenska väldets grundande i Livland. Liljedahl blev 1933 docent i historia vid Uppsala universitet. I den stora historiken över Kunglig Majestäts kansli skrev han avsnittet Kansliet från 1789 intill departemental-reformen (1935). Liljedahl medverkade även i vetenskapliga tidskrifter och i Nordisk familjebok. Han blev 1941 adjunkt vid Falu läroverk och var från 1945 lektor i modersmålet och historia med samhällslära vid Falu folkskollärarseminarium.